# 別列佐沃耶湖 (別扎尼齊區)
57°17′48″N 30°14′34″E / 57.29667°N 30.24278°E
別列佐沃耶湖（俄语：Березовое），是俄羅斯的湖泊，位於該國西北部，由普斯科夫州負責管轄，處於別扎尼齊區，面積0.9平方公里，集水區面積4.8平方公里，平均水深3米，最大水深6米。